# Casa de la Pia Almoina (Tarragona)
Casa de la Pia Almoina, Ca l'Ardiaca o Casa rectoral, és una casa medieval del municipi de Tarragona protegida com a bé cultural d'interès nacional per la Generalitat de Catalunya des del 3 d'abril de 2025. De planta baixa i dos pisos d'alçada, és al pla de la Seu. Antigament era la casa de l'ardiaca major.
L'escut de la façana està protegit i declarat BCIN.

## Descripció
L'edifici consta de planta baixa, planta noble, entresolats a diferents alçades, cobertes i terrasses. El pati és l'element principal entorn del qual giren la resta d'estances. Presenta a l'interior una escala de dos trams. La planta baixa mostra tota una sèrie d'arcs apuntats i rebaixats.
La façana que dona al Pla de la Seu té una diferent tipologia constructiva. La planta baixa fou realitzada amb carreus de mitjanes dimensions mentre que les plantes superiors són de tàpia. Només es documenta estructura de pedra en les cantonades de la casa, finestres i finestrals.
A la planta baixa s'obren unes portes amb arc rodó i una d'arc apuntat amb escut heràldic d'Arnau de Montoliu (1312-1327). A l'altura de la primera planta s'observen tres finestrals gòtics, dos dels quals estan arrebossats i emmascarats per reformes posteriors.
S'hi accedeix per porta principal  a la façana que dona a la catedral. Es tracta d'una porta d'arc rodó. A l'altura de la primera planta s'obren tres finestres emmarcades i amb elements lobulats que cobreixen el dintell. Una de les dues finestres laterals es reconvertí en un moment indeterminat en balcó.

## Història
La data de construcció se situa entre el 1154 i el 1296. Es documenta una primera reforma orientada a ennoblir la façana que dona al Pla de la Seu entre el 1312 i el 1327. Es detecta una segona fase als segles xiv-xv consistent en una remodelació dels espais interiors. Finalment es documenta una tercera fase a l'any 1813.
Les excavacions arqueològiques del 2006 van mostrar com aquest edifici s'assenta sobre estructures de la comunicació entre el recinte de culte i la plaça de representació del Concilium Provinciae Hispaniae Citerioris.
El segle xix, als baixos, hi havia el taller de l'escultor estatuari Bernard Verderol, el qual es convertí, per raó de l'afluència de literats, músics, poetes, etc., en l'ateneu tarragoní de la classe obrera.
Va ser la seu del Museu Molas, que té una notable col·lecció d'antiguitats amb exemplars de l'època ibèrica, romana i medieval, i d'una col·lecció numismàtica., fins que aquesta va ser traslladada a la Casa Castellarnau.
A partir del segle xxi és en estat de deteriorament i abandonament. El mes de febrer de 2012 es va aprovar un pla especial per  a rehabilitar Ca l'Ardiaca i alguns dels immobles adjacents com equipament hoteler. Lluny d'executar-se el pla, el 2013 es va haver d'apuntalar pel risc d'esfondrament i el 2024 un informe el considerava en estat de ruïna, constatant la caiguda total del sostre, filtracions d'aigua i presència de vegetació.